# Nikutai no Mon
Nikutai no Mon (jap. 肉体の門, dt. etwa: „Tor des Fleisches“) ist ein Roman von Tamura Taijirō. Er wurde 1947 in der Märzausgabe des Magazins Gunzō veröffentlicht und gilt als einer der wichtigsten Romane der nikutai bungaku-Literaturrichtung. Er wurde insgesamt fünfmal verfilmt sowie einmal als Dorama umgesetzt.

## Inhalt
Die Handlung dreht sich um das Leben und den Alltag einer Gruppe von panpan-Mädchen, Prostituierten im Nachkriegsjapan, die im Elend und Chaos Tokios von 1946 eine Zweckgemeinschaft bilden, um sich gegenseitig zu unterstützen. In dieser Gemeinschaft werden Sexualität und Emotionen der Arbeit untergeordnet und unterdrückt. Eines Tages verliebt sich die Prostituierte Maya in den entflohenen Kriminellen Shintarō Ibuki und schläft mit ihm, was Misshandlungen durch die anderen Gruppenmitglieder als Strafe nach sich zieht. Trotz allem findet das Mädchen am Ende durch ihre neugewonnene Sexualität zu ihrem wahren Selbst.

## Ausgaben
- The Gateway of Flesh, übersetzt von Alan Masaru Suzuki, in: Preview 7-4, 1955[3]

## Verfilmung
Nikutai no Mon wurde insgesamt fünfmal verfilmt. Zusätzlich dazu erschien ein gleichnamiges Dorama im Jahre 2008 auf TV Asahi.
- Nikutai no Mon (1948), Regie: Makino Masahiro und Ozaki Masafusa
- Nikutai no Mon (1964), Regie: Suzuki Seijun
- Jotai (1964), Regie: Fujimoto Sanezumi
- Nikutai no Mon (1977), Regie: Nishimura Shōgorō
- Nikutai no Mon (1988), Regie: Gosha Hideo